# اوتین (ناحیه ژدار ناد سازاوو)
اوتین (به چکی: Otín) یک منطقهٔ مسکونی در جمهوری چک است که در ناحیه ژدار ناد سازاووو واقع شده‌است. اوتین ۵٫۵۴ کیلومتر مربع مساحت و ۲۷۷ نفر جمعیت دارد و ۵۱۴ متر بالاتر از سطح دریا واقع شده‌است.